# L'ultimo tango
L'ultimo tango è il sesto album in studio del rapper italiano Vacca, pubblicato nel settembre 2015 dalla Sony Music.

## Tracce
1. Intro (non un passo indietro) - 2:52
2. L'ultimo tango - 3:26
3. ABC - 3:27
4. Il ragazzo coi dread - 3:10
5. Manchi solo tu (feat. Enrico Los Fastidios) - 3:26
6. Noi vs tutti - 5:04
7. Trendsetter (feat. Jake La Furia) - 3:59
8. Fine di un sogno - 3:32
9. Ancora qua (feat. Jamil) - 4:15
10. Mona Lisa - 2:43
11. Lead Neva Follow (feat. Paskaman) - 3:11
12. Revolution (feat. Danti) - 3:58
13. Sangue del mio sangue - 4:15
14. Jordan (feat. Cali) - 4:22
15. Aka (feat. E-Green) - 3:27
16. Trust No One - 3:32

## Classifiche
| Classifica (2015) | Posizione massima |
| ----------------- | ----------------- |
| Italia            | 14                |